# Bučečovci
Bučečovci so naselje v Občini Križevci.